# Badeweiher (Uttenweiler)
Der Badeweiher ist ein Stillgewässer im Gebiet der baden-württembergischen Gemeinde Uttenweiler im Landkreis Biberach in Deutschland.

## Lage
Der ein Hektar große Badeweiher, rund ein Kilometer südlich der Uttenweiler Ortsmitte auf einer Höhe von 597,1 m ü. NHN gelegen, wird als Angel- und Badegewässer (Strandbad) genutzt.

## Hydrologie
Der vor 1900 angelegte See hat heute ein Einzugsgebiet von rund 310 Hektar. Die Größe der Wasseroberfläche beträgt 1 Hektar, bei einer durchschnittlichen Tiefe von 2,0 Meter und einer maximalen Tiefe von 3,2 Meter ergibt sich ein Volumen von rund 19.500 Kubikmeter.
Der Hauptzulauf des Sees ist der von Süden aus einem anmoorigen Gebiet kommende Kügelegraben, der den See und danach auch noch den Schlossmühleweiher durchfließt und über den Reutibach letztlich in die Donau und damit zum  Schwarzen Meer entwässert.

## Ökologie
Seit 2015 ist Uttenweiler mit dem Badeweiher am Aktionsprogramm zur Sanierung oberschwäbischer Seen beteiligt. Ein wichtiges Ziel dieses Programms ist, Nährstoffeinträge in Bäche, Seen und Weiher zu verringern und die Gewässer dadurch in ihrem Zustand zu verbessern und zu erhalten.
Das Einzugsgebiet des Sees wird zu 15 Prozent für die Wald- und 85 Prozent für die Landwirtschaft – hauptsächlich Acker- (60 %) und Grünland (25 %) – genutzt.
| Jahr                                     | 2016  | 2021  |
| Gesamt PO4-Phosphor (µg/l)               | 36,00 | 44,00 |
| Chlorophyll a (µg/l)                     | 9,50  |       |
| Chlorophyll a-Spitze (µg/l)              | 17,00 |       |
| anorganischer Gesamt-Stickstoff a (mg/l) | 5,84  |       |
| Sichttiefe (m)                           | 1,40  |       |
| Trophiestufe                             |       | e1    |